# Studio 100
Studio 100 è una società di produzione cinematografica belga che produce programmi televisivi, musica, film, fumetti e merchandise. Ha anche otto parchi di divertimento in quattro paesi europei e cura la produzione di alcuni gruppi musicali.

## Storia
Studio 100 è stato fondato nel 1996 da Gert Verhulst, Danny Verbiest e Hans Bourlon. All'inizio avevano solo un programma; Samson en Gert. Hanno immediatamente deciso di creare un nuovo programma per espandere la loro offerta. Così è stato creato Kabouter Plop, trasmesso su VTM dal 1997.
Nel 1999, Studio 100 ha registrato un'espansione significativa. Sono stati lanciati quattro nuovi progetti: un musical, un film e due nuovi programmi televisivi. Nell'ottobre 1999, Studio 100 e VMMa (Vlaamse Media Maatschappij, ora Medialaan) hanno annunciato una collaborazione per l'acquisto del famoso parco a tema Meli Park a Plopsaland.
Nel 2002 lo Studio 100 ha assunto la direzione del gruppo pop di successo K3.
Nel 2007, Studio 100 ha iniziato ad esportare le sue produzioni in altri paesi.
La sede della società si trova a Schelle e Londerzeel, in Belgio.
Nel 2008, lo studio ha acquisito la società tedesca EM.Entertainment.

## Produzioni di Studio 100

### Programmi televisivi
| - Samson en Gert (Fred & Samson) - Kabouter Plop - Wizzy & Woppy - Big & Betsy - Piet Piraat (VF:Pat il Pirata) - Spring - Ups & downs - De Wereld van K3 - Bumba - Mia and Me | - Topstars - Het Huis Anubis - Mega Mindy - Amika - AbraKOdabra - Bol en Smik - Kwiskwat - De Wereld is Mooi - Anubis |

#### Produzioni di Studio 100 Media
Con l'acquisizione nel 2008 della società tedesca EM.Entertainment, Studio 100 offre ora tramite il suo catalogo:
| - Maya l'abeille - Heidi - Vic le Viking - K3 - Fifi Brindacier - Zigby - Anne, la maison aux pignons verts - Dive Olly Dive - Tabaluga - Zeke's Pad - Lassie - Nils Holgersson - Prince noir - Mia and Me | - Tao Tao - Pinocchio - Flipper et Lopaka - Norman Normal - Jacky & Jill - Karlsson on the roof - Alice au pays des merveilles - F.T.P.D. - Rascal - Quartier Libre - The Busy World of Richard Scarry - Les Aventures extraordinaires de Blinky Bill |

### Musical
Dal 1998, la compagnia gestisce produzioni musicali: 
| Nome di produzione                                     | Belgio 1° versione | Paesi Bassi 1° versione | Belgio 2° versione | Paesi Bassi 2° versione | Francia | Turchia |
| ------------------------------------------------------ | ------------------ | ----------------------- | ------------------ | ----------------------- | ------- | ------- |
| Blanche-Neige (Biancaneve)                             | 1998               | 2001-2002               | 2005               |                         | 2003    |         |
| Assepoester (Cenerentola)                              | 1999               | 2007                    |                    |                         |         |         |
| Pinokkio (Pinocchio)                                   | 2000               | 2000                    | 2006               | 2008                    |         | 2011    |
| Robin Hood                                             | 2001               |                         | 2012               |                         |         |         |
| Doornroosje (La bella addormentata nel bosco)          | 2002               | 2002                    |                    | 2003-2004               |         |         |
| De Drie Biggetjes (I tre porcellini)                   | 2003               | 2007                    | 2007               |                         |         |         |
| Bloedbroeders (Fratelli di sangue)                     | 2004               |                         |                    |                         |         |         |
| De Kleine Zeemeermin (La piccola sirena)               | 2004               | 2004-2005               |                    |                         |         |         |
| Daens                                                  | 2008               |                         |                    |                         |         |         |
| Alice in Wonderland (Alice nel Paese delle Meraviglie) | 2011               | 2011                    |                    |                         |         |         |
| '14-'18                                                | 2014               |                         |                    |                         |         |         |
| Junior Musical - Kadanza                               | 2015               |                         |                    |                         |         |         |
| Wickie de musical (Vicky il vichingo)                  | 2015               | 2015                    |                    |                         |         |         |
| Ketnet Musical - Kadanza Together                      | 2016               |                         |                    |                         |         |         |

## Parchi d'attrazione
Belgio
- Plopsaland De Panne (incl. Mayaland indoor)
- Plopsaqua De Panne
- Plopsa Coo
- Plopsa Indoor Hasselt
- Plopsaqua Hannut-Landen

 Germania
- Holiday Park

 Paesi Bassi
- Plopsa Indoor Coevorden

 Polonia
- Mayaland Kownaty

## Gruppi musicali
- K3
- Spring
- Topstars
- Bo en Monica
- Les 6-teens
- Samson en Gert
- Kabouter Plop
- Nienke (de Het Huis Anubis)
- Pim Symoens